# Rika Nomoto
Rika Nomoto (野本 梨佳, Nomoto Rika) est une joueuse de volley-ball japonaise née le 21 septembre 1991 à Matsuyama (Préfecture d'Ehime). Elle mesure 1,79 m et joue au poste de réceptionneuse-attaquante. Elle totalise 23 sélections en équipe du Japon.

## Clubs
| Club                           | De        | À         |
| ------------------------------ | --------- | --------- |
| St. Catalina Girls High School | 2007-2008 | 2009-2010 |
| Hisamitsu Springs              | 2010-2011 | …         |

## Palmarès

### Équipe nationale
- Championnat d'Asie et d'Océanie
  - Vainqueur : 2017.

### Clubs
- V Première Ligue
  - Vainqueur : 2013, 2014, 2016, 2018, 2019.
  - Finaliste : 2012, 2015, 2017.
- Tournoi de Kurowashiki
  - Vainqueur : 2013.
- Coupe de l'impératrice
  - Vainqueur : 2012, 2013, 2014, 2015, 2016.
- Championnat AVC des clubs
  - Vainqueur : 2014.
  - Finaliste : 2015.